# Xestia erythroxantha
Xestia erythroxantha är en fjärilsart som beskrevs av Charles Boursin 1963. Xestia erythroxantha ingår i släktet Xestia och familjen nattflyn. Inga underarter finns listade i Catalogue of Life.